# Джон Френк Адамс
Джон Френк Адамс (англ. John Frank Adams; 5 листопада 1930 — 7 січня 1989) — англійський математик, один із засновників теорії гомотопій. Автор спектральної послідовності Адамса, що застосовується для обчислення гомотопічних груп сфер.

## Біографія
Френк народився у сім'ї будівельного інженера Вільяма Френка Адамса (англ. William Frank Adams) та біолога Джен Мері Бейнс (англ. Jean Mary Baines). Він був старшим із двох синів у сім'ї. Під час Другої світової війни його родину було евакуйовано з Лондона, що завадило Френку закінчити школу. Він продовжив навчання в декількох місцях, але основну частину навчання він провів у школі Бедфорд.
Потім у 1948—1949 роках Френк проходив службу в сухопутних військах. У 1949 році Френк вступив до Трініті-коледжу Кембриджського університету для вивчення математики.
У 1953 році Френк одружився з Грейс Рода Карти (англ. Grace Rhoda Carty). У них був син та три дочки.
1954 року Френк працював молодшим викладачем в Оксфордському університеті. Потім він отримав стипендію в Трініті-коледжі зі своєю докторською дисертацією з спектральних послідовностей, яку він представив у 1955 році.
У 1956 році він повернувся до Кембриджу і в цей період він розробив спектральну послідовність, яка сьогодні називається «Спектральною послідовністю Адамса».
Декілька наступних років Френк провів в Америці, досліджуючи гіпотезу про існування h-структур на сферах. Після повернення зі Сполучених Штатів Френк став викладачем у Трініті-коледжі.
1964 року Френк пішов на пенсію. Саме тоді він став професором Філдена.
У 1964 Адамс був обраний членом Королівського товариства.
У 1965 році Френк був підданий першій атаці психіатричної хвороби, внаслідок якої він перебував у лікарні протягом кількох місяців.
У 1970 році Френк став професором астрономії та геометрії в Кембриджі, і в цей час він повернувся до Трініті-коледжу, де продовжив читати лекції та випускати наукові роботи з топології.

## Смерть
1989 року здоров'я у Френка погіршилося, але незважаючи на це, він вирушив до Лондона на святкування виходу на пенсію друга. На зворотній дорозі, за кілька миль від будинку, неподалік Брамптона Френк Адамс загинув в автокатастрофі. Адамс загинув одразу в машині, якою він керував, на A1 поблизу Бремптона, Хантінгдоншир, 7 січня 1989 року.

## Нагороди
- Медаль Сильвестра (1982)
- Мала премія Бервіка (англ. Junior Berwick Prize) Лондонського математичного товариства (1963)
- Велика премія Вайтгеда (англ. Senior Whitehead Prize) (1974)
- Був обраний у Національну академію наук США (1985)
- Був обраний у Королівську Датську академію наук (1988)

## Публікації
- Адамс, Дж. Франк (1992), Мей, Дж. Пітер; Томас, Чарльз Б. (ред.), Вибрані твори Дж. Френка Адамса. Том I, Cambridge University Press, ISBN 0-521-41063-0, MR 1203312
- Адамс, Дж. Франк[11] (1992), Мей, Дж. Пітер; Томас, Чарльз Б. (ред.), Вибрані твори Дж. Френка Адамса. Том II, Cambridge University Press, ISBN 978-0-521-11068-6, MR 1203312